# Вельке Озоровце
Вельке Озоровце (словац. Veľké Ozorovce) — село в окрузі Требішов Кошицького краю Словаччини. Площа села 13,77 км². Станом на 31 грудня 2016 року в селі проживало 754 жителі.

## Історія
Перші згадки про село датуються 1304 роком.

## Географія
Протікають канал Дреньовець і річка Чіжа.

## Населення
| Рік:            | 1994. | 2004.    | 2014.   | 2024.   |
| --------------- | ----- | -------- | ------- | ------- |
| Кількість осіб: | 587   | 715      | 758     | 731     |
| Різниця:        |       | +21,80 % | +6,01 % | -3,56 % |

| Рік:            | 2023. | 2024.   |
| --------------- | ----- | ------- |
| Кількість осіб: | 736   | 731     |
| Різниця:        |       | -0,67 % |